# Dragoș Florin David
Dragoș Florin David (ur. 29 kwietnia 1968 w Slatinie) – rumuński polityk, deputowany do Parlamentu Europejskiego VI kadencji.

## Życiorys
Ukończył w 1986 szkołę techniczną w Braszowie. W 1995 został absolwentem mechaniki na Universitatea Transilvania din Brașov. Odbył też studia podyplomowe z zakresu ochrony środowiska na tej samej uczelni.
Od 1986 pracował jako elektronik i elektromechanik w produkującym ciągniki przedsiębiorstwie Uzina Tractorul Brașov (UTB). Od 1997 obejmował kierownicze stanowiska w spółkach prawa handlowego działających w branży przemysłowej i ubezpieczeniowej, a w 2003 powołano go na dyrektora parku przemysłowego w Braszowie. W 2005 został prezesem rumuńskiego stowarzyszenia parków przemysłowych.
Przystąpił do Partii Demokratycznej (przemianowanej następnie na Partię Demokratyczno-Liberalną). W wyborach w 2007 z listy tego ugrupowania uzyskał mandat deputowanego do Parlamentu Europejskiego, który objął w grudniu tego samego roku. W PE był członkiem grupy chadeckiej oraz Komisji Przemysłu, Badań Naukowych i Energii. Kadencję zakończył w lipcu 2009, nie uzyskał reelekcji.